# Dammartin-en-Goële
Pour les articles homonymes, voir Dammartin et Goële (homonymie).
Dammartin-en-Goële est une commune française située dans le département de Seine-et-Marne en région Île-de-France.

## Géographie

### Localisation
La commune est située à environ  17,5 kilomètres par la route, au nord de Claye-Souilly.

### Communes limitrophes
| Othis                     |                    | Ève (Oise) |
| Longperrier               | Dammartin-en-Goële | Rouvres    |
| Villeneuve-sous-Dammartin | Thieux             | Saint-Mard |

### Hydrographie

#### Réseau hydrographique
Le réseau hydrographique de la commune se compose de huit cours d'eau référencés :
- la Thėve, long de 33,55 km[4], affluent de l'Oise ;
- le ru du Vivien, 3,60 km[5], affluent de la Launette ;
- le ru Courtois, 2,51 km[6], affluent de la Launette ;
  - le fossé 01 de la Commune d'Eve, 2,74 km[7], affluent du ru Courtois ;
- le fossé 01 de la Commune de Othis, 1,89 km[8], et ;
- le fossé 02 de la Commune de Othis, 2,65 km[9], et ;
- le fossé 03 de la Commune de Othis, 2,63 km[10], affluents du cours d'eau 03 de la Commune d'Eve ;
- le ru de Thieux, long de 3,78 km[11], affluent de la Biberonne.

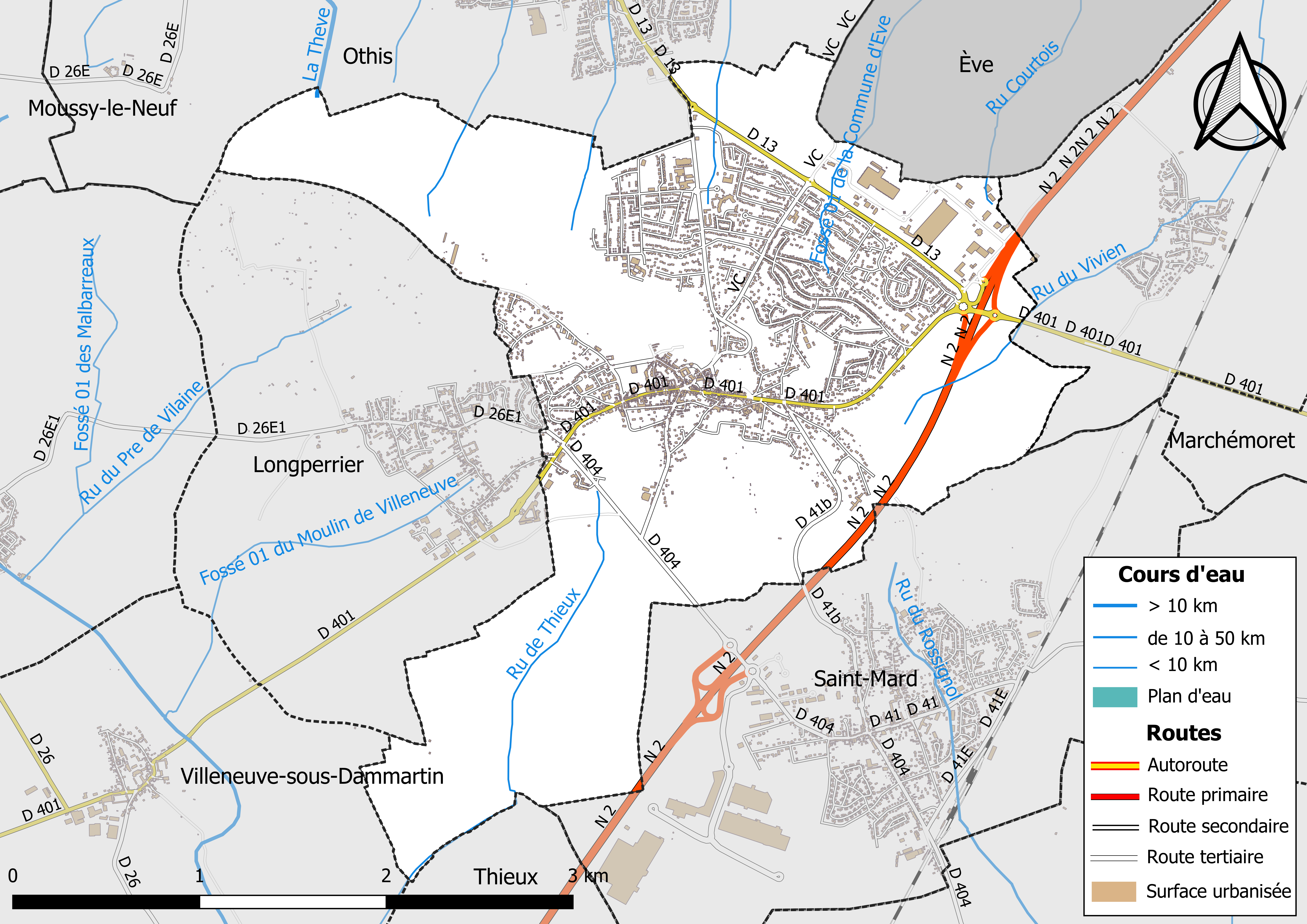
Carte des réseaux hydrographique et routier de Dammartin-en-Goële.

La longueur totale des cours d'eau sur la commune est de 6,37 km.

#### Gestion des cours d'eau
Afin d’atteindre le bon état des eaux imposé par la Directive-cadre sur l'eau du 23 octobre 2000, plusieurs outils de gestion intégrée s’articulent à différentes échelles : le SDAGE, à l’échelle du bassin hydrographique, et le SAGE, à l’échelle locale. Ce dernier fixe les objectifs généraux d’utilisation, de mise en valeur et de protection quantitative et qualitative des ressources en eau superficielle et souterraine. Le département de Seine-et-Marne est couvert par six SAGE, au sein du bassin Seine-Normandie.
La commune fait partie du SAGE « Nonette », approuvé le 28 juin 2006. Le territoire de ce SAGE concerne le bassin versant de la Nonette et de ses deux principaux affluents, la Launette et l’Aunette. Il inclut totalement ou partiellement 53 communes, dont 47 sur le département de l’Oise et 6 sur celui de le département de Seine-et-Marne, pour une superficie de 413 km2. Le pilotage et l’animation du SAGE sont assurés par le syndicat Interdépartemental du SAGE de la Nonette, qualifié de « structure porteuse », un syndicat créé en 1968.

### Géologie et relief
La commune fait partie du pays traditionnel appelé la Goële. Elle commune est classée en zone de sismicité 1, correspondant à une sismicité très faible.

### Climat
Pour des articles plus généraux, voir Climat de l'Île-de-France et Climat de Seine-et-Marne.
En 2010, le climat de la commune est de type climat océanique dégradé des plaines du Centre et du Nord, selon une étude du CNRS s'appuyant sur une série de données couvrant la période 1971-2000. En 2020, Météo-France publie une typologie des climats de la France métropolitaine dans laquelle la commune est exposée à un climat océanique altéré et est dans une zone de transition entre les régions climatiques « Sud-ouest du bassin Parisien » et « Nord-est du bassin Parisien ».
Pour la période 1971-2000, la température annuelle moyenne est de 10,5 °C, avec une amplitude thermique annuelle de 15,1 °C. Le cumul annuel moyen de précipitations est de 738 mm, avec 11 jours de précipitations en janvier et 8,4 jours en juillet. Pour la période 1991-2020, la température moyenne annuelle observée sur la station météorologique la plus proche, située sur la commune du Plessis-Belleville à 7 km à vol d'oiseau, est de 11,4 °C et le cumul annuel moyen de précipitations est de 661,7 mm,. Pour l'avenir, les paramètres climatiques de la commune estimés pour 2050 selon différents scénarios d'émission de gaz à effet de serre sont consultables sur un site dédié publié par Météo-France en novembre 2022.

### Milieux naturels et biodiversité
Aucun espace naturel présentant un intérêt patrimonial n'est recensé sur la commune dans l'inventaire national du patrimoine naturel,,.

## Urbanisme

### Typologie
Au 1er janvier 2024, Dammartin-en-Goële est catégorisée centre urbain intermédiaire, selon la nouvelle grille communale de densité à sept niveaux définie par l'Insee en 2022.
Elle appartient à l'unité urbaine de Dammartin-en-Goële, une agglomération intra-départementale regroupant trois  communes, dont elle est ville-centre,,. Par ailleurs la commune fait partie de l'aire d'attraction de Paris, dont elle est une commune de la couronne,. Cette aire regroupe 1 929 communes,.

### Morphologie urbaine
La commune se compose d'un vieux centre-ville au pied des ruines du château. Il comporte des rues souvent étroites. On y trouve encore quelques petits commerces, des restaurants et des activités tertiaires telles des agences immobilières, des banques et des médecins. Le quartier de Saint-Guinfort et de l'Eaubonne à l'ouest de la commune est la plus ancienne zone pavillonnaire (1960). Le quartier dit des HLM, avenue Saint-Ladre, se compose de quatre bâtiments de quatre étages, à présent entourés de nombreux pavillons. Le quartier du Verger de la Tuilerie à l'est de la commune date des années 1970 est une zone uniquement pavillonnaire sur laquelle se sont greffées d'autres lotissements plus petits (quartier Montmorency, Jardin de la Goële, etc.). De l'autre côté de la route allant de la RN 2 à Othis, se situe la zone d'activités appelée à encore s'agrandir. Au nord, une nouvelle zone d'habitation est en cours d'aménagement. Un nouveau lycée accueille déjà 150 élèves pour un effectif prévu d'environ 800 élèves. 
Au sud, des lotissements vont jusqu'au bord de la RN 2. En 2010, il a été décidé la création de diverses zones vertes destinées à aérer le tissu urbain.

### Lieux-dits et écarts
La commune compte 85 lieux-dits administratifs répertoriés consultables ici.

### Occupation des sols
L'occupation des sols de la commune, telle qu'elle ressort de la base de données européenne d’occupation biophysique des sols Corine Land Cover (CLC), est marquée par l'importance des territoires agricoles (38,4 % en 2018), en diminution par rapport à 1990 (53,3 %). La répartition détaillée en 2018 est la suivante : 
terres arables (33,8% ), zones urbanisées (30,6% ), forêts (23,8% ), zones industrielles ou commerciales et réseaux de communication (4,2% ), zones agricoles hétérogènes (3,4% ), mines, décharges et chantiers (3% ), prairies (1,2 %).
Parallèlement, L'Institut Paris Région, agence d'urbanisme de la région Île-de-France, a mis en place un inventaire numérique de l'occupation du sol de l'Île-de-France, dénommé le MOS (Mode d'occupation du sol), actualisé régulièrement depuis sa première édition en 1982. Réalisé à partir de photos aériennes, le Mos distingue les espaces naturels, agricoles et forestiers mais aussi les espaces urbains (habitat, infrastructures, équipements, activités économiques, etc.) selon une classification pouvant aller jusqu'à 81 postes, différente de celle de Corine Land Cover,,. L'Institut met également à disposition des outils permettant de visualiser par photo aérienne l'évolution de l'occupation des sols de la commune entre 1949 et 2018.

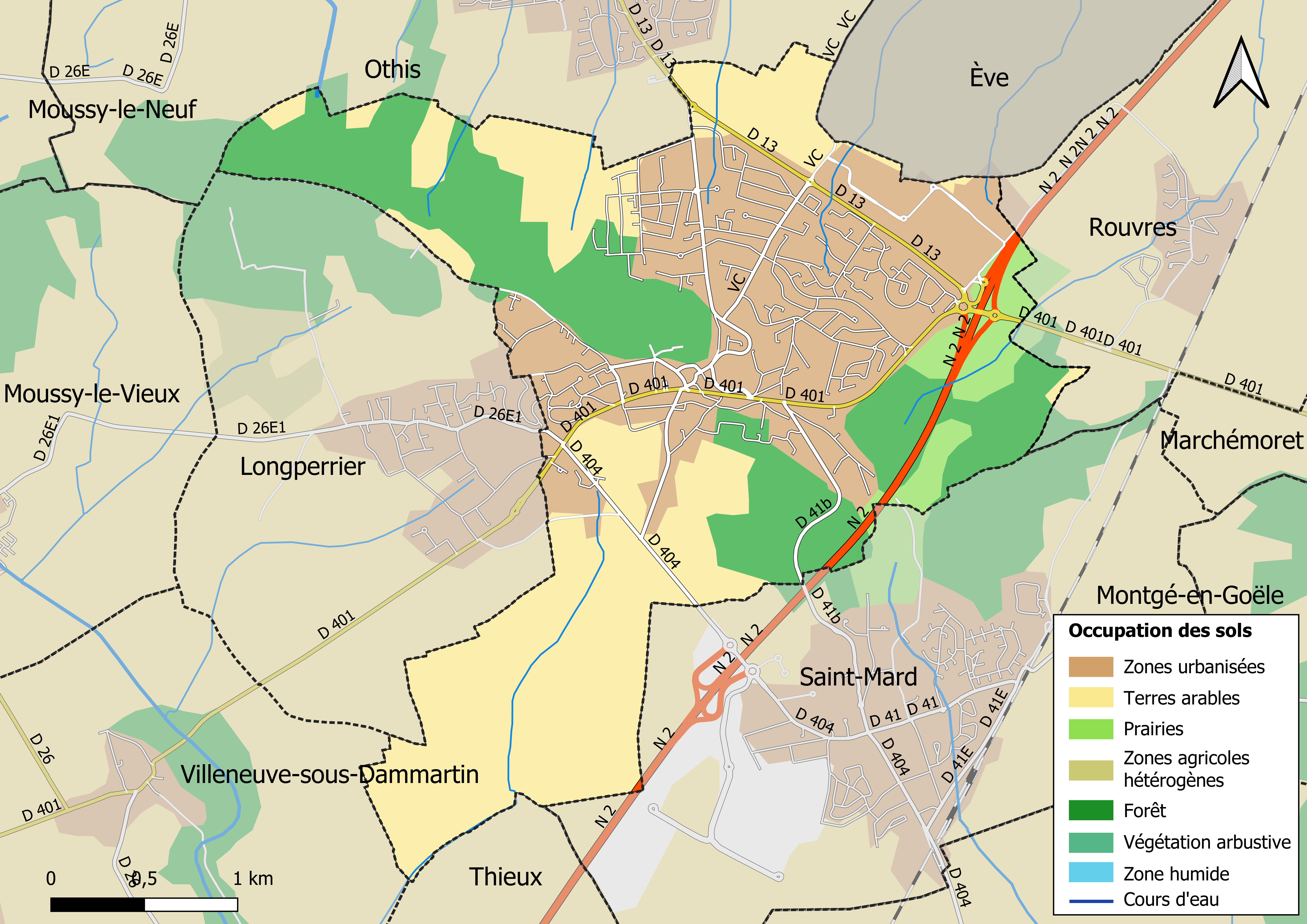
Carte des infrastructures et de l'occupation des sols en 2018 (CLC) de la commune.
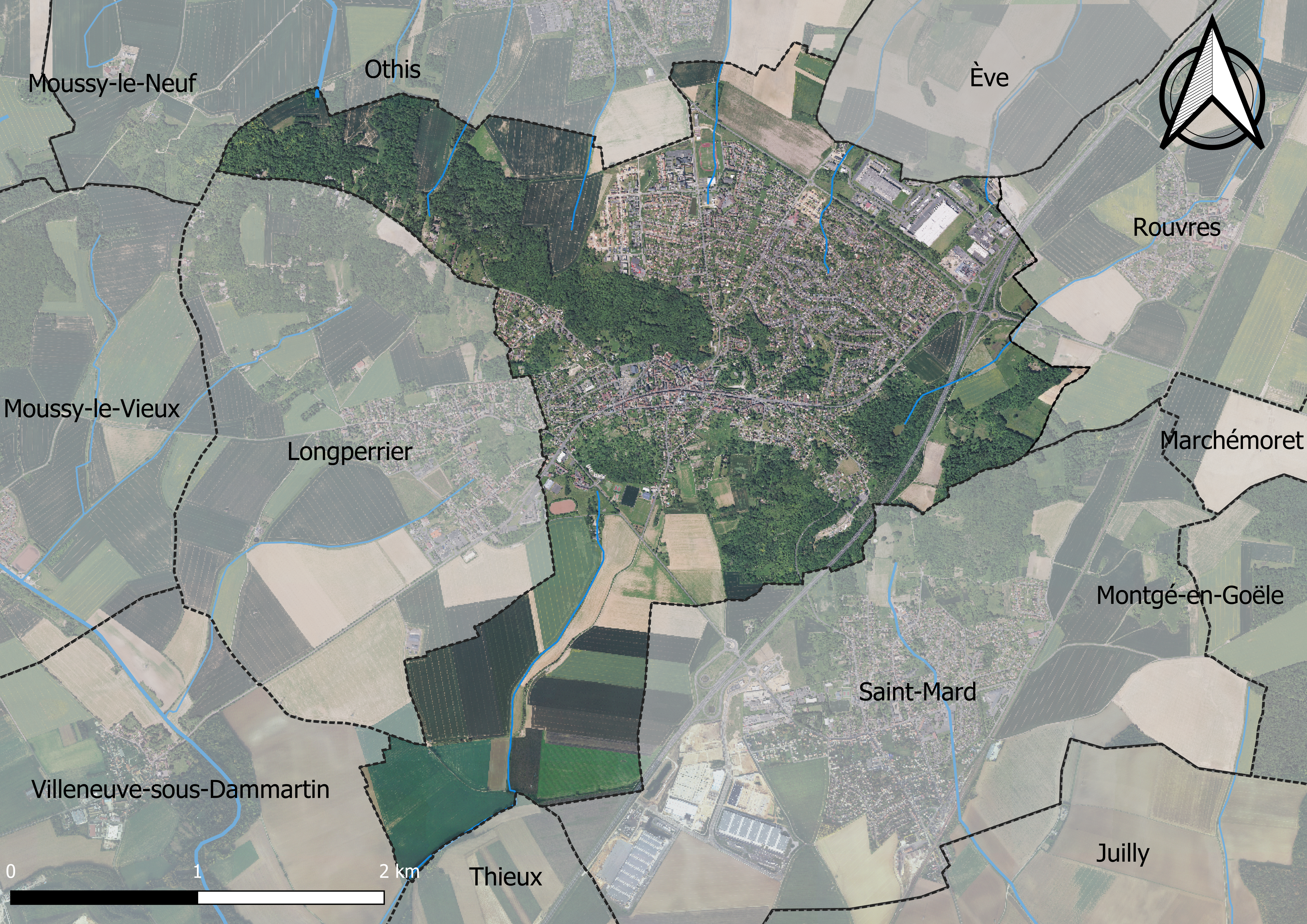
Carte orhophotogrammétrique de la commune.

### Planification
La loi SRU du 13 décembre 2000 a incité les communes à se regrouper au sein d’un établissement public, pour déterminer les partis d’aménagement de l’espace au sein d’un SCoT, un document d’orientation stratégique des politiques publiques à une grande échelle et à un horizon de 20 ans et s'imposant aux documents d'urbanisme locaux, les PLU (Plan local d'urbanisme). La commune est dans le territoire du SCOT Roissy Pays de France, approuvé le 19 décembre 2019 et porté par la communauté d’agglomération Roissy Pays de France.
La commune ne disposait pas en 2019 de document d'urbanisme opérationnel et le règlement national d'urbanisme s'appliquait donc pour la délivrance des permis de construire.

### Habitat
L'évolution du parc de logements entre 2007 et 2017 a été le suivant : 
| Logements                                        | Nombre en 2007 | % en 2007 | nombre en 2012 | % en 2012 | nombre en 2017 | % en 2017 |
| ------------------------------------------------ | -------------- | --------- | -------------- | --------- | -------------- | --------- |
| Total                                            | 3 165          | 100 %     | 3 439          | 100 %     | 4 072          | 100 %     |
| Résidences principales                           | 3 007          | 95,0 %    | 3 263          | 94,9 %    | 3 830          | 94,1 %    |
| → Dont HLM                                       | 200            | 6,6 %     | 238            | 7,3 %     | 292            | 7,6 %     |
| Résidences secondaires et logements occasionnels | 32             | 1,0 %     | 20             | 0,6 %     | 37             | 0,9 %     |
| Logements vacants                                | 125            | 4,0 %     | 156            | 4,5 %     | 205            | 5 %       |
| Dont :                                           |                |           |                |           |                |           |
| → maisons                                        | 2 141          | 67,7 %    | 2 268          | 66,0 %    | 2 517          | 61,8 %    |
| → appartements                                   | 1 005          | 31,7 %    | 1 154          | 33,6 %    | 1527           | 37,5 %    |

La part des ménages fiscaux propriétaires de leur résidence principale en 2016 s'élevait t à 66,9 % contre 31,4 % de locataires dont, 7,6 % de logements HLM loués vides (logements sociaux) et, 1,7 % logés gratuitement.
En 10 ans, de 2007 à 2017, le nombre de logements a augmenté de 28 %, mais la commune n'a augmenté que très faiblement son taux de logements sociaux, qui est passé de 6,6 % à 7,6 %, bien loin des 25 % prescrits par l'article 55 de la Loi SRU du 13 décembre 2000, et alors qu'en 2020, 200 à 250 familles de la commune sollicitent un relogement en logement social. De ce fait, la commune a été astreinte en 2020  à une pénalité financière d'environ 200 000 € par la préfecture pour l'inciter à respecter ses obligations légales,.

### Voies de communication et transports
Le sentier de grande randonnée GR 1 traverse le territoire de la commune, il se prolonge vers Othis au nord-ouest et Saint-Mard au sud.

#### Voies routières
La commune est connectée à la RN 2 par un échangeur au sud de la ville et un échangeur au nord (desserte de la Zone d'Activité) qui rejoint l'autoroute A104 puis les autoroutes A3 et A1 pour rejoindre Paris. Dans l'autre sens, la RN 2 se dirige dans l'Oise vers Le Plessis-Belleville, Nanteuil-le-Haudouin et dans l'Aisne vers Soissons.

#### Transports en commun
La commune est desservie par la gare de Dammartin - Juilly - Saint-Mard, située à Saint-Mard sur la ligne de La Plaine à Hirson et Anor (frontière) et desservie par les trains de la ligne K du Transilien (Paris-Nord - Crépy-en-Valois) ainsi que par ceux du TER Picardie (Paris - Laon).
Un réseau de transport public de bus assez étoffé dessert le centre, les quartiers des Vergers de la Tuilerie et des Jardins de la Goële ainsi qu'à certaines heures, la zone d'activité. On peut l'utiliser pour se rendre à l'aéroport Paris-Charles-de-Gaulle, plateforme importante d'emplois disposant de deux gares sur le RER B, d'une gare TGV ainsi que d'une gare routière aux nombreuses destinations. Il dessert aussi la gare SNCF de Dammartin-Juilly-Saint-Mard et la ville proche d'Othis. La nuit, un système de bus avec réservation (Filéo) permet de se déplacer entre Othis, Dammartin, la ZA du Mesnil-Amelot, l'aéroport CDG puis vers Villeparisis.
Quelques taxis locaux sont difficilement disponibles.

## Toponymie
Le nom de la localité est mentionné sous les formes H. de Domno Martino en 1080 ; Castrum Domni Martini vers 1107 ; Burgus Beati Martini en 1185 ; Domnus Martinus in Goella en 1220 ; Donnus Martinus en 1222 ; Dampnus Martinus in Goella en 1257 ; Danmartin en 1262 ; Danpnus Martinus in Gouella en 1270 ; Dannus Martinus in Guoella en 1271 ; Dompnus Martinus de Gouella en 1289 ; Dampmartin en Gouelle en 1299 ; In pago Meldicensi, de villa que Domnus Martinus au XIIIe siècle ; Danmartin en Gouere en 1301 ; Don Martin en 1326 ; Dempmartin en Gouelle en 1369 ; Dampmartin en Gouele en 1394 ; Dampmartin en la Gohelle en 1430 ; Dampmartin en France en 1486 ; Dampmartin en Goille en 1556 ; Dampmartin en France en 1643 ; Dammartin en l'an IX.
L'hagiotoponyme caché, « Dammartin », viendrait de Domnus Martinus, le nom latin de saint Martin de Tours, qui évangélisa la région de la Goële au IVe siècle. L'étymologie populaire, issue des légendes anciennes, fait venir « Dammartin » du nom de la statue de la vierge que saint Martin de Tours avait fait installer et que les habitants auraient appelée la « dame de M. Martin » ou « Dame Martin ».
Dammartin-en-Goële a donné son nom aux comtes de Dammartin et à deux familles de Dammartin.

## Histoire

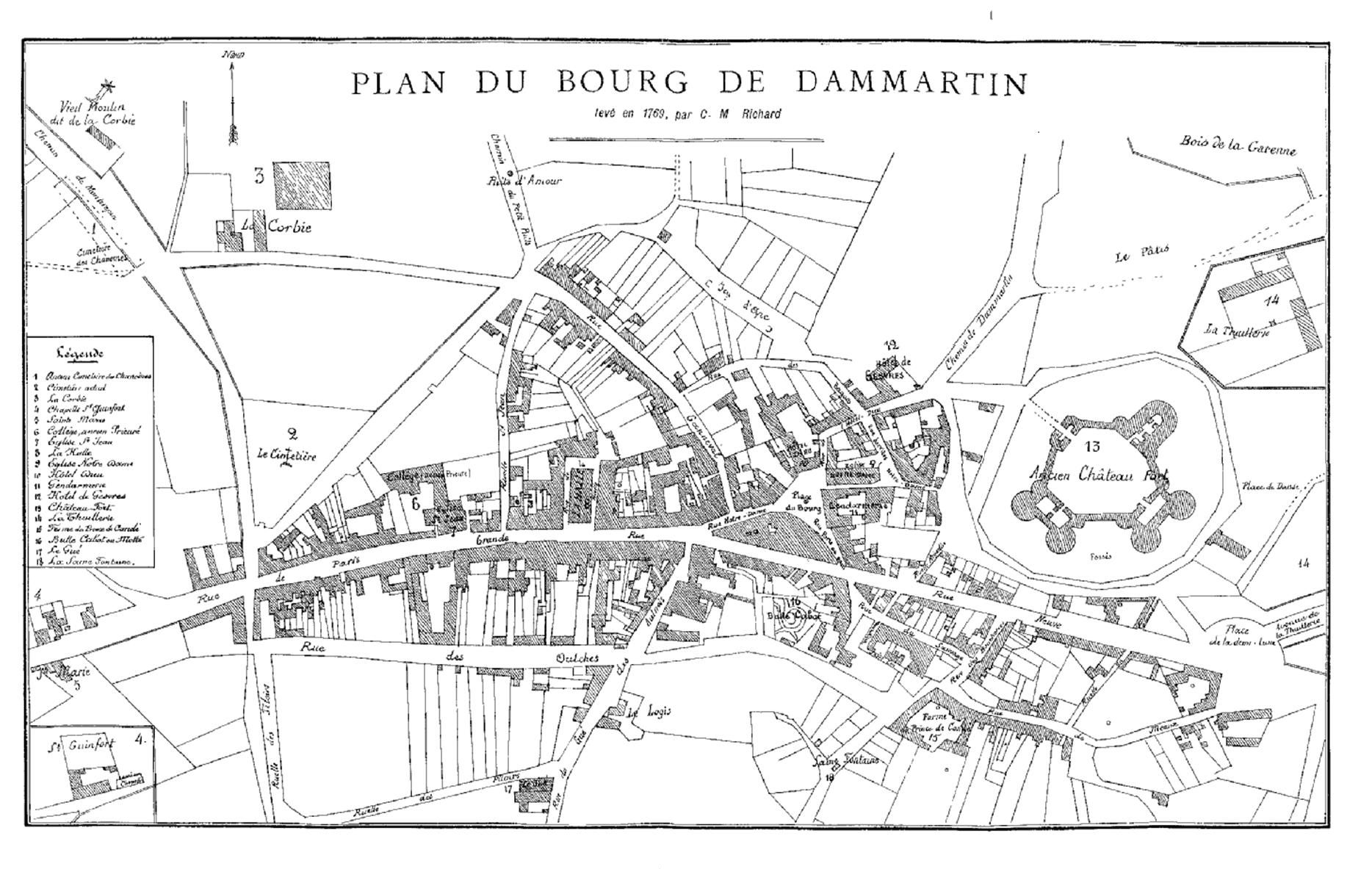
Plan du bourg de Dammartin en 1769.

### Moyen Âge
Les comtes de Dammartin apparaissent à partir de 1021. Le premier d'entre eux est Manassès, issu de la maison de Montdidier et vassal d'Eudes II de Blois. La constitution de ce comté à l'ouest de l'ancien comté de Meaux est contemporaine de la crise de succession en Champagne entre le comte de Blois et le roi Robert II le Pieux.
Dammartin-en-Goële fut le siège d'un comté échu à Antoine de Chabannes, compagnon de Jeanne d'Arc, par son mariage en 1439 avec Marguerite de Nanteuil, héritière du comté de Dammartin.
Au XIIe siècle, la ville avait un prieuré cure et une maladrerie. La présentation du prieuré-cure appartenait à l'abbé de Rurecourt (cette abbaye faisant partie du diocèse de Beauvais).

Mais en 1236, un incendie détruisit presque toute la ville.
En 1431 Charles VII confisqua Dammartin au seigneur, le comte de Fayel, et le donna à Marguerite de Nanteuil. Cette dernière le transmit, par son mariage en 1439, à son époux Antoine de Chabannes, compagnon de Jeanne d'Arc. Chabannes, disgracié par Louis XI, fut dépouillé de ses biens et enfermé à La Bastille d'où il s'évada. Il sut cependant se réconcilier avec le roi, et en 1480 rentra dans son comté de Dammartin. Il fit réédifier une église ruinée dédiée à Notre-Dame, et sa dépouille mortelle y fut déposée en 1488.

### Époque moderne
En 1554, la famille de Chabannes vend le comté de Dammartin au connétable Anne de Montmorency. En 1593, la ville est prise par Henri IV. En 1632 la terre est confisquée après l’exécution de Henri II et Dammartin est donné au prince de Condé. En 1694 on y fonde un nouvel hôpital. Près de Dammartin se trouvent les châteaux de la Corbie, de Moussy le Vieux, de Saint Laurent et de Thuillerie.
Le château fut démantelé par Richelieu. Son emplacement surplombe toujours la ville : l'esplanade du Château.

### Époque contemporaine
Le 4 octobre 1944, un missile balistique V2 s'écrase sur Dammartin-en-Goële.
Depuis 2012, la bibliothèque municipale d'Angers possède l'Histoire des comtes de Dammartin, manuscrit du XVIe siècle.
Le 9 janvier 2015, deux djihadistes se retranchent dans une entreprise de la commune. Le gérant est relâché. Il apparaît rapidement qu'il s'agit de Chérif et Saïd Kouachi, les auteurs de l'attentat contre Charlie Hebdo commis deux jours auparavant, information confirmée peu après par le ministre de l'Intérieur Bernard Cazeneuve. Les élèves des différents établissements de la commune sont confinés la journée durant. Lors d'un assaut mené par le GIGN, vers 17 h, les frères Kouachi sont abattus, et un employé qui s'était caché à l'intérieur de l'entreprise est indemne.

## Politique et administration

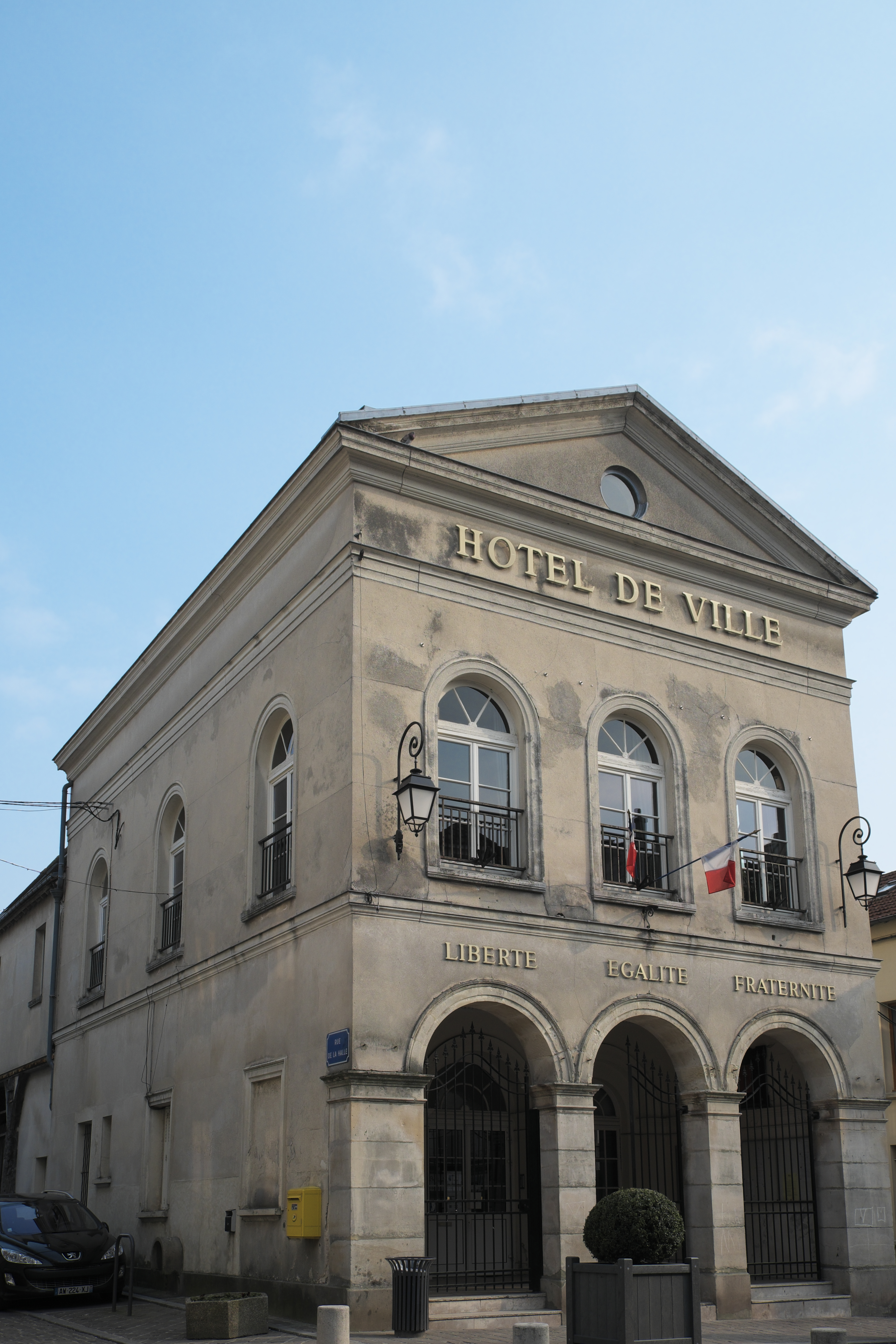
L'hôtel de ville.

### Rattachements administratifs et électoraux
Rattachements administratifs
La commune se trouve  dans l'arrondissement de Meaux du département de la Seine-et-Marne.
Elle était depuis 1793 le chef-lieu du canton de Dammartin-en-Goële. Dans le cadre du redécoupage cantonal de 2014 en France, cette circonscription administrative territoriale a disparu, et le canton n'est plus qu'une circonscription électorale.
Rattachements électoraux
Pour les élections départementales, la commune fait partie depuis 2014 du canton de Mitry-Mory
Pour l'élection des députés, elle fait partie de la septième circonscription de Seine-et-Marne.

### Intercommunalité
Dammartin-en-Goële était membre de la communauté de communes du Pays de la Goële et du Multien, un établissement public de coopération intercommunale (EPCI) à fiscalité propre créé en 1973 et auquel la commune avait  transféré un certain nombre de ses compétences, dans les conditions déterminées par le code général des collectivités territoriales. Celle-ci a fusionné avec ses voisines pour former, le 1er juin 2013, la communauté de communes Plaines et Monts de France.(CCPMF).
Toutefois, à la suite de l'adoption de la loi portant nouvelle organisation territoriale de la République (Loi NOTRe) du 7 août 2015 et compte tenu de la création de la métropole du Grand Paris, le schéma régional de coopération territoriale (SRCI) arrêté par le Préfet de la région Île-de-France le 4 mars 2015, puis amendé par la commission régionale de la coopération intercommunale, prévoyait la  création d'une importante intercommunalité autour de la zone aéroportuaire de Roissy, provenant de la fusion de deux communautés d’agglomération du Val-d’Oise ainsi que du rattachement de 17 des communes de CCPMF, dont Dammartin-en-Goëlle.
Malgré l'opposition de la CCPMF, la scission a effectivement lieu le 1er janvier 2016, et la commune est désormais membre de la communauté d'agglomération Roissy Pays de France.

### Tendances politiques et résultats
Lors du premier tour des élections municipales de 2014 en Seine-et-Marne, la liste DVD  menée par Michel Dutruge  remporte la majorité absolue des suffrages exprimés, avec 2 075 voix (59,33 %, 23 conseillers municipaux élus dont 2 communautaires), battant largement la liste DVG  menée par Stéphane Jabut, maire sortant, qui obtient 1 422 voix (40,66 %, 6 conseillers municipaux élus, dont 1 communautaire).
Lors de ce scrutin, 36,28 % des électeurs se sont abstenus.
Le second tour des élections municipales de 2020 en Seine-et-Marne à Dammartin est caractérisé par une quadrangulaire où la liste LR menée par le maire sortant  	Michel Dutruge remporte la majorité des suffrages exprimés, avec 886 voix (38,22 %, 21 conseillers municipaux élus dont 2 communautaires), devançant largement les listes menées respectivement par : 

-  Stéphane Jabut  (DVG, 628 voix, 27,09 %, 4 conseillers municipaux élus) ;

- Sylvain Messiaen  (SE soutenu par EELV, 560 voix, 24,15 %, 3 conseillers municipaux élus) ;

- Jean Pierre Mateo  (DVC, 244 voix, 10,52 %, 1  conseiller municipal élu).

Lors de ce scrutin marqué par la crise de la pandémie de Covid-19 en France, 61,07 % des électeurs se sont abstenus.

### Politique locale
Stéphane Jabut, ancien maire, a contesté les résultats des élections municipales de 2020 qui se sont déroulées dans un climat délétère, alléguant notamment que le vainqueur et la liste écoloogique avaient eu recours à des modalités de propagande interdits,.
Parallèlement à ce contentieux électoral, la commission nationale des comptes de campagne et des financements politiques a saisi le tribunal administratif de Melun pour signaler le dépôt tardif des comptes de campagne du candidat Dutruge. En conséquence, le Tribunal administratif a déclaré le 5 mars 2020 inéligible Michel Dutruge pendant un an,. Le conseil municipal du 27 mars 2021 a élu, sur la proposition du maire invalidé, son nouveau maire, Vincent Clavier (DVD), jusqu'alors premier maire-adjoint délégué aux affaires scolaires.

### Liste des maires
| Période                                  | Période                       | Identité                                | Étiquette            | Qualité |
| ---------------------------------------- | ----------------------------- | --------------------------------------- | -------------------- | --- |
| Les données manquantes sont à compléter. |                               |                                         |                      | |
| 1831                                     | 1843                          | Honoré-Marie Landry                     |                      | Propriétaire Conseiller général de Dammartin (1842 → 1861)                                                                                                 |
| 1852                                     | 1871                          | Louis Alexandre de Montbrun (1811-1877) |                      | Préfet du Palais Conseiller général de Dammartin-en-Goële (1861 → 1870)                                                                                    |
| Les données manquantes sont à compléter. |                               |                                         |                      | |
| mars 1959                                | janvier 1987                  | Jean Pathus-Labour (1909-1987)          | UNR puis CD puis DVD | Ingénieur chimiste et agriculteur Conseiller général de Dammartin-en-Goële (1951 → 1976) Suppléant du député Guy Chavanne (1958 → 1962) Décédé en fonction |
| 1987                                     | mars 1989                     | Gérard Jondot                           | DVD                  | Commandant de bord Air France |
| mars 1989                                | juin 1995                     | Eugène Péresse                          | PS                   | |
| juin 1995                                | novembre 2012                 | Monique Papin                           | PS                   | Ancienne éducatrice spécialisée Démissionnaire |
| novembre 2012                            | mars 2014                     | Stéphane Jabut                          | PS                   | Responsable commercial Premier adjoint au maire (2008 → 2012)                                                                                              |
| mars 2014                                | mars 2021                     | Michel Dutruge                          | UMP → LR             | Cadre retraité Déclaré inéligible par le tribunal administratif de Melun                                                                                   |
| mars 2021                                | En cours (au 14 octobre 2020) | Vincent Clavier                         | DVD                  | Contrôleur en maintenance aéronautique Adjoint au maire (2014 → 2021)                                                                                      |

### Sécurité
La commune dispose d'une gendarmerie qui assure la sécurité dans le secteur, la ville dispose aussi depuis 2019 d'une police intercommunale organisée par.la communauté d'agglomération Roissy Pays de France, et qui a intégré les anciens effectifs de la police municipale,.
Une trentaine de caméras de vidéosurveillance sont installées dans la commune depuis 2016

### Politique de développement durable

#### Eau et assainissement
L’organisation de la distribution de l’eau potable, de la collecte et du traitement des eaux usées et pluviales relève des communes. La loi NOTRe de 2015 a accru le rôle des EPCI à fiscalité propre en leur transférant cette compétence. Ce transfert devait en principe être effectif au 1er janvier 2020, mais la loi Ferrand-Fesneau du 3 août 2018 a introduit la possibilité d’un report de ce transfert au 1er janvier 2026,.
Assainissement des eaux usées
En 2020, la gestion du service d'assainissement collectif de la commune de Dammartin-en-Goële est assurée par la Communauté d'agglomération Roissy Pays de France pour la collecte, le transport et la dépollution. Ce service est géré en délégation par une entreprise privée, dont le contrat arrive à échéance le 30 juin 2020,,.
L’assainissement non collectif (ANC) désigne les installations individuelles de traitement des eaux domestiques qui ne sont pas desservies par un réseau public de collecte des eaux usées et qui doivent en conséquence traiter elles-mêmes leurs eaux usées avant de les rejeter dans le milieu naturel. La Communauté d'agglomération Roissy Pays de France assure pour le compte de la commune le service public d'assainissement non collectif (SPANC), qui a pour mission de vérifier la bonne exécution des travaux de réalisation et de réhabilitation, ainsi que le bon fonctionnement et l’entretien des installations,.
Eau potable
En 2020, l'alimentation en eau potable est assurée par la Communauté d'agglomération Roissy Pays de France qui en a délégué la gestion à une entreprise privée,.

## Population et société
Les habitants sont appelés les Dammartinois.

### Démographie

#### Évolution démographique
L'évolution du nombre d'habitants est connue à travers les recensements de la population effectués dans la commune depuis 1793. Pour les communes de plus de 10 000 habitants les recensements ont lieu chaque année à la suite d'une enquête par sondage auprès d'un échantillon d'adresses représentant 8 % de leurs logements, contrairement aux autres communes qui ont un recensement réel tous les cinq ans,.

En 2022, la commune comptait 11 508 habitants, en évolution de +19,33 % par rapport à 2016 (Seine-et-Marne : +3,92 %, France hors Mayotte : +2,11 %).
| 1793  | 1800  | 1806  | 1821  | 1831  | 1836  | 1841  | 1846  | 1851  |
| ----- | ----- | ----- | ----- | ----- | ----- | ----- | ----- | ----- |
| 1 826 | 2 031 | 2 039 | 1 858 | 1 712 | 1 742 | 1 829 | 1 821 | 1 812 |

| 1856  | 1861  | 1866  | 1872  | 1876  | 1881  | 1886  | 1891  | 1896  |
| ----- | ----- | ----- | ----- | ----- | ----- | ----- | ----- | ----- |
| 1 738 | 1 801 | 1 784 | 1 783 | 1 780 | 1 699 | 1 710 | 1 693 | 1 682 |

| 1901  | 1906  | 1911  | 1921  | 1926  | 1931  | 1936  | 1946  | 1954  |
| ----- | ----- | ----- | ----- | ----- | ----- | ----- | ----- | ----- |
| 1 614 | 1 565 | 1 573 | 1 323 | 1 435 | 1 536 | 1 501 | 1 272 | 1 556 |

| 1962  | 1968  | 1975  | 1982  | 1990  | 1999  | 2006  | 2011  | 2016  |
| ----- | ----- | ----- | ----- | ----- | ----- | ----- | ----- | ----- |
| 1 678 | 2 049 | 3 476 | 4 528 | 6 620 | 7 805 | 7 948 | 8 258 | 9 644 |

| 2021   | 2022   | - | - | - | - | - | - | - |
| ------ | ------ | - | - | - | - | - | - | - |
| 11 272 | 11 508 | - | - | - | - | - | - | - |

#### Pyramide des âges
En 2018, le taux de personnes d'un âge inférieur à 30 ans s'élève à 42,0 %, soit au-dessus de la moyenne départementale (39,6 %). À l'inverse, le taux de personnes d'âge supérieur à 60 ans est de 15,4 % la même année, alors qu'il est de 19,9 % au niveau départemental.
En 2018, la commune comptait 5 010 hommes pour 5 186 femmes, soit un taux de 50,86 % de femmes, légèrement inférieur au taux départemental (51,31 %).
Les pyramides des âges de la commune et du département s'établissent comme suit.
| Hommes | Classe d’âge | Femmes |
| ------ | ------------ | ------ |
| 0,2    | 90 ou +      | 0,7    |
| 2,9    | 75-89 ans    | 4,4    |
| 11,1   | 60-74 ans    | 11,5   |
| 20,4   | 45-59 ans    | 19,1   |
| 22,6   | 30-44 ans    | 23,2   |
| 18,9   | 15-29 ans    | 18,8   |
| 23,9   | 0-14 ans     | 22,3   |

| Hommes | Classe d’âge | Femmes |
| ------ | ------------ | ------ |
| 0,4    | 90 ou +      | 1,2    |
| 4,9    | 75-89 ans    | 6,5    |
| 13,6   | 60-74 ans    | 14,3   |
| 20,2   | 45-59 ans    | 19,8   |
| 20,1   | 30-44 ans    | 20,6   |
| 19,2   | 15-29 ans    | 17,9   |
| 21,7   | 0-14 ans     | 19,7   |

### Enseignement
Dammartin-en-Goële est située dans l'académie de Créteil.
En 2009, la ville administre quatre groupes scolaires élémentaires et maternelles.
Le département gère un collège : le collège de l'Europe. Pour le lycée, depuis novembre 2013 les élèves sont scolarisés au lycée certifié Haute qualité environnementale (HQE), situé avenue de l'Europe à Dammartin-en-Goële.
La commune dispose d'un centre de loisirs.

### Culture
Une ludothèque préexistante a été reprise par la commune début 2018.
La commune accueille un cybercentre intercommunal.

### Manifestations culturelles et festivités
- Fête de la Corbie, en mai[102]
- Fête de la musique - fête de la Saint-Jean, le samedi aux alentours du 24 juin ;
- Fête du jeu et troc aux plantes, début juillet ;
- Animations estivales « F'été Dammartin », pendant le mois de juillet (durant trois semaines à compter de la fin de l'année scolaire) ;
- Forum des associations, chaque premier samedi de septembre. Il rassemble plus de 80 associations locales
- Brocante annuelle chaque premier dimanche de septembre sur l'avenue du Général-de-Gaulle (axe principal) ;
- Foire à la pomme le 2e week-end d'octobre[103].

### Sports
La ville compte 23 associations sportives de toutes disciplines[Quand ?].
- Judo : Judo Dammartinois
- Basket-ball : A.B.C Dammartin
- Volley-ball : R.C. Goële Volley-ball et Alliance Nord 77 Volley-ball
- Tennis de table : Club de Tennis de Table de Dammartin (CTTD)
- Tennis : Tennis Club de Dammartin-en-Goële
- Club Sportif Dammartinois, section football
- Athlétisme : Club Olympique Régional Dammartinois
- Danse sportive : avec Tonic'Orient, actiivité sportive basée sur des mouvements de danse orientale

Le gymnase du centre-ville a été fermé début 2019 en raison de sa vétusté et du non-respect des normes de sécurité. Un nouveau gymnase sera construit au sein du complexe sportif Roland Moriceau, qui dispose déjà de deux stades de football, de terrains de tennis ainsi que d’un terrain de modélisme,.

### Santé
La commune dispose depuis 2020 d'un pôle de santé, rue Françoise-Dolto, regroupant 25 professionnels de la santé près du cabinet dentaire et du laboratoire de radiologie.
Une micro-crèche privée pouvant accueillir 10 enfants  de 2 mois et demi à 3 ans devrait ouvrir en 2021 face au pôle de santé

## Économie
La ville profite de la sphère d'influence de l'aéroport Charles de Gaulle[réf. souhaitée].

### Revenus de la population et fiscalité
En 2018, le nombre de ménages fiscaux de la commune était de 3 865 (dont 68 % imposés), représentant 10 097 personnes et la  médiane du revenu disponible par unité de consommation  de 24 960 euros, le 1er décile étant de 14 520 euros avec un rapport interdécile de 2,7.

### Emploi
En 2018, le nombre total d’emplois dans la zone était de 2 009, occupant 5 006 actifs  résidants (dont 10,9 % dans la commune de résidence et 89,1 % dans une commune autre que la commune de résidence).
Le taux d'activité de la population (actifs ayant un emploi) âgée de 15 à 64 ans s'élevait à 73,5 % contre un taux de chômage de 7,1 %.
Les 19,4 % d’inactifs se répartissent de la façon suivante : 9,3 % d’étudiants et stagiaires non rémunérés, 4,7 % de retraités ou préretraités et 5,4 % pour les autres inactifs.

### Secteurs d'activité

#### Entreprises et commerces
Au 31 décembre 2019, le nombre d’unités légales et d’établissements (activités marchandes hors agriculture) par secteur d'activité était de 592 dont 22 dans l’industrie manufacturière, industries extractives et autres, 87 dans la construction, 200 dans le commerce de gros et de détail, transports, hébergement et restauration, 20 dans l’Information et communication, 17 dans les activités financières et d'assurance, 18 dans les activités immobilières, 40 dans les activités spécialisées, scientifiques et techniques et activités de services administratifs et de soutien, 85 dans l’administration publique, enseignement, santé humaine et action sociale et 53  étaient relatifs aux autres activités de services.
En 2020, 128 entreprises ont été créées sur le territoire de la commune, dont 95 individuelles.
Au 1er janvier 2021, la commune ne disposait pas d’hôtel et de terrain de camping.

#### Agriculture
Dammartin-en-Goële est dans la petite région agricole dénommée la « Butte de Damartin », constituée de deux petites enclaves à l'intérieur de la « Goële et Multien », au nord du département. En 2010, l'orientation technico-économique de l'agriculture sur la commune est la culture de céréales et d'oléoprotéagineux (COP).
Si la productivité agricole de la Seine-et-Marne se situe dans le peloton de tête des départements français, le département enregistre un double phénomène de disparition des terres cultivables (près de 2 000 ha par an dans les années 1980, moins dans les années 2000) et de réduction d'environ 30 % du nombre d'agriculteurs dans les années 2010. Cette tendance se retrouve au niveau de la commune où le nombre d’exploitations est passé de 6 en 1988 à 2 en 2010. Parallèlement, la taille de ces exploitations augmente, passant de 3 ha en 1988 à 142 ha en 2010.
Le tableau ci-dessous présente les principales caractéristiques des exploitations agricoles de Dammartin-en-Goële, observées sur une période de 22 ans : 
|                                      | 1988 | 2000 | 2010 |
| ------------------------------------ | ---- | ---- | ---- |
| Dimension économique,                |      |      |      |
| Nombre d’exploitations (u)           | 6    | 4    | 2    |
| Travail (UTA)                        | 5    | 7    | 3    |
| Surface agricole utilisée (ha)       | 18   | 155  | 283  |
| Cultures                             |      |      |      |
| Terres labourables (ha)              | s    | s    | s    |
| Céréales (ha)                        | s    | s    | s    |
| dont blé tendre (ha)                 | s    | s    | s    |
| dont maïs-grain et maïs-semence (ha) | s    |      | s    |
| Tournesol (ha)                       | 0    |      |      |
| Colza et navette (ha)                | 0    | s    | s    |
| Élevage                              |      |      |      |
| Cheptel (UGBTA)                      | 192  | 152  | 40   |

## Culture locale et patrimoine

### Monuments et lieux remarquables
La commune compte deux monuments répertoriés à l'inventaire des monuments historiques (Base Mérimée) :
- La collégiale Notre-Dame  Inscrit MH[116] , près du site du château. Construite par Antoine de Chabannes vers 1480. Classée monument historique.
- L'église Saint-Jean-Baptiste  Inscrit MH[117]  près du cimetière, date du XIe siècle ; seuls le portail, ajouté par Antoine de Chabannes et une chapelle sont anciens.

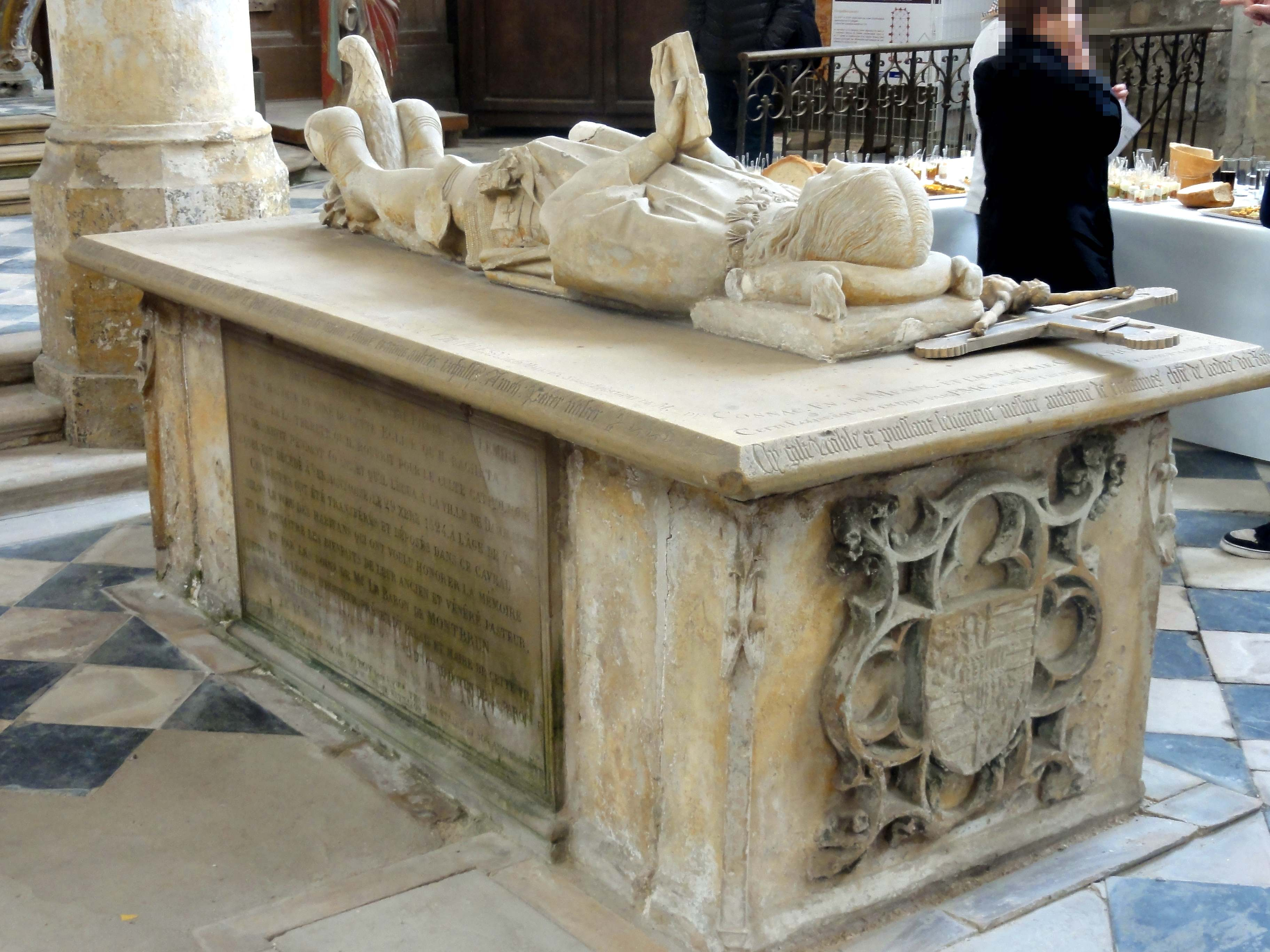
Tombeau d'Antoine de Chabannes, fondateur de la collégiale Notre-Dame.

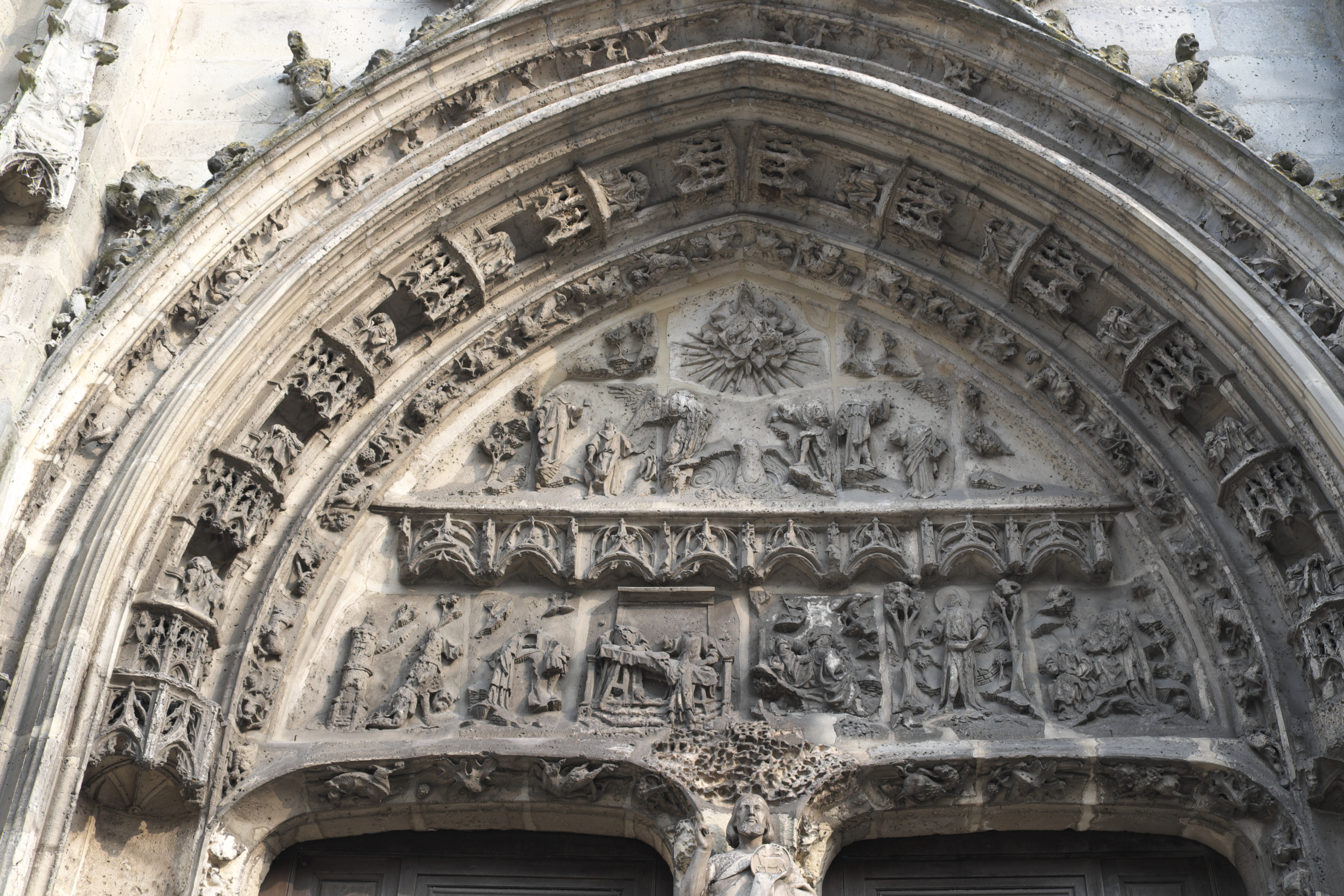
Tympan du portail de l'église Saint-Jean-Baptiste.

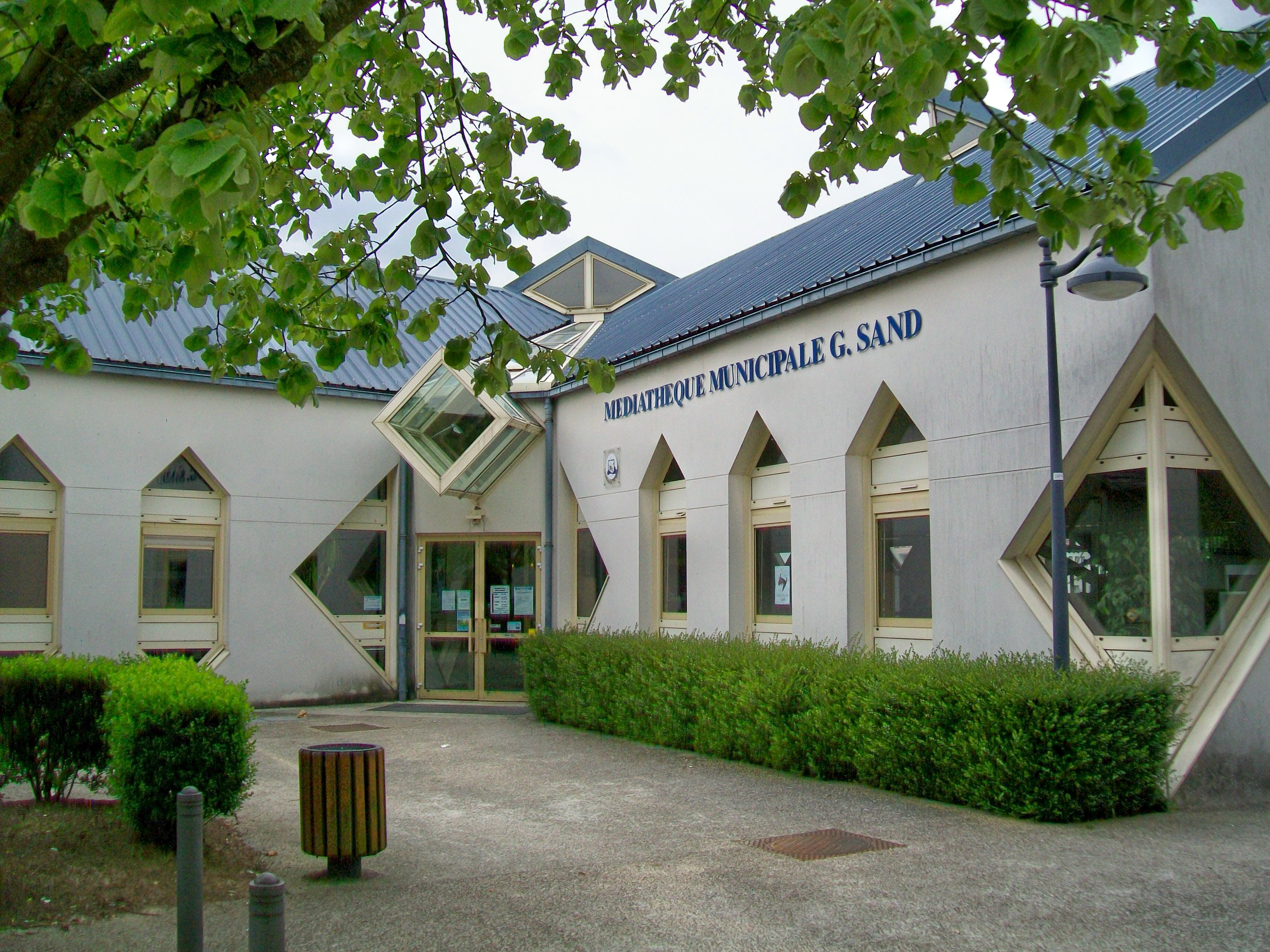
La médiathèque George Sand.

### Autres lieux et monuments
- Près de la collégiale Notre-Dame se trouve l'entrée d'une cave dimière, c’est-à-dire un entrepôt où était stocké, sous l'Ancien Régime, le produit de la dîme.
- La chapelle de l'ancien hospice abrite le musée géré par la Société d'histoire et d'archéologie de la Goële.

### Équipements culturels
Ludothèque en Goële : cet espace de jeux pour tous les âges propose des soirées jeux ados adultes, accueil tout public et des accueils parents bébé.
Le centre social et culturel Georges-Méliès propose des ateliers d'informatique, peinture dessin arts plastiques, théâtre, anglais, soutien scolaire…

### Personnalités liées à la commune
- Antoine de Chabannes (1408-1488), militaire français, comte de Dammartin.
- François Ganneron (vers 1590-vers 1668), chartreux, historien et chroniqueur.
- Pierre-Louis Barbou (né le 13 octobre 1732 à  Dammartin-en-Goële), prêtre catholique séculier, homme politique, député aux États généraux de 1789.
- Claude François Lefeuvre (1748-1818), militaire  et homme politique français des XVIIIe et XIXe siècles, y est né.
- Jean Lemaire (1601-1659), peintre français du XVIIe siècle, y est né. Son œuvre Sénateurs et legats romains se trouve exposée au musée des beaux-arts de Montréal[118]

### Dammartin dans la littérature
- Dammartin-en-Goëlle est un des principaux lieux où se déroule le roman médiéval Jehan et Blonde écrit en 1242 par Philippe de Rémi sire de Beaumanoir (vers 1210 - 1265). Le héros devient d'ailleurs comte de Dammartin à la fin du roman.
- De passage à Dammartin, Jean Racine (1639-1699) écrivait[58] :

« Voici Dammartin en Goële,
c'est notre France la plus belle,
c'est notre France la plus belle,
d'ici, sans l'arbre et le buisson,
je verrais ma Ferté Millon. »
- Dammartin est mentionnée dans Sylvie de Gérard de Nerval (chapitre VI, X, XI et XIV).
- Dammartin est également mentionnée dans les Mémoires d'Alexandre Dumas (chapitre CLIV).
- Dammartin est citée par Claude Michelet dans son livre Histoires des paysans de France (chapitre 15).

### Héraldique
| Armes de Dammartin-en-Goële | Elles peuvent se blasonner ainsi aujourd’hui : fascé d'argent et d'azur de six pièces, à la bordure de gueules. |